# Eumerus integer
Eumerus integer är en tvåvingeart som beskrevs av Mario Bezzi 1921. Eumerus integer ingår i släktet månblomflugor, och familjen blomflugor. Inga underarter finns listade i Catalogue of Life.